# Северная Трансильвания

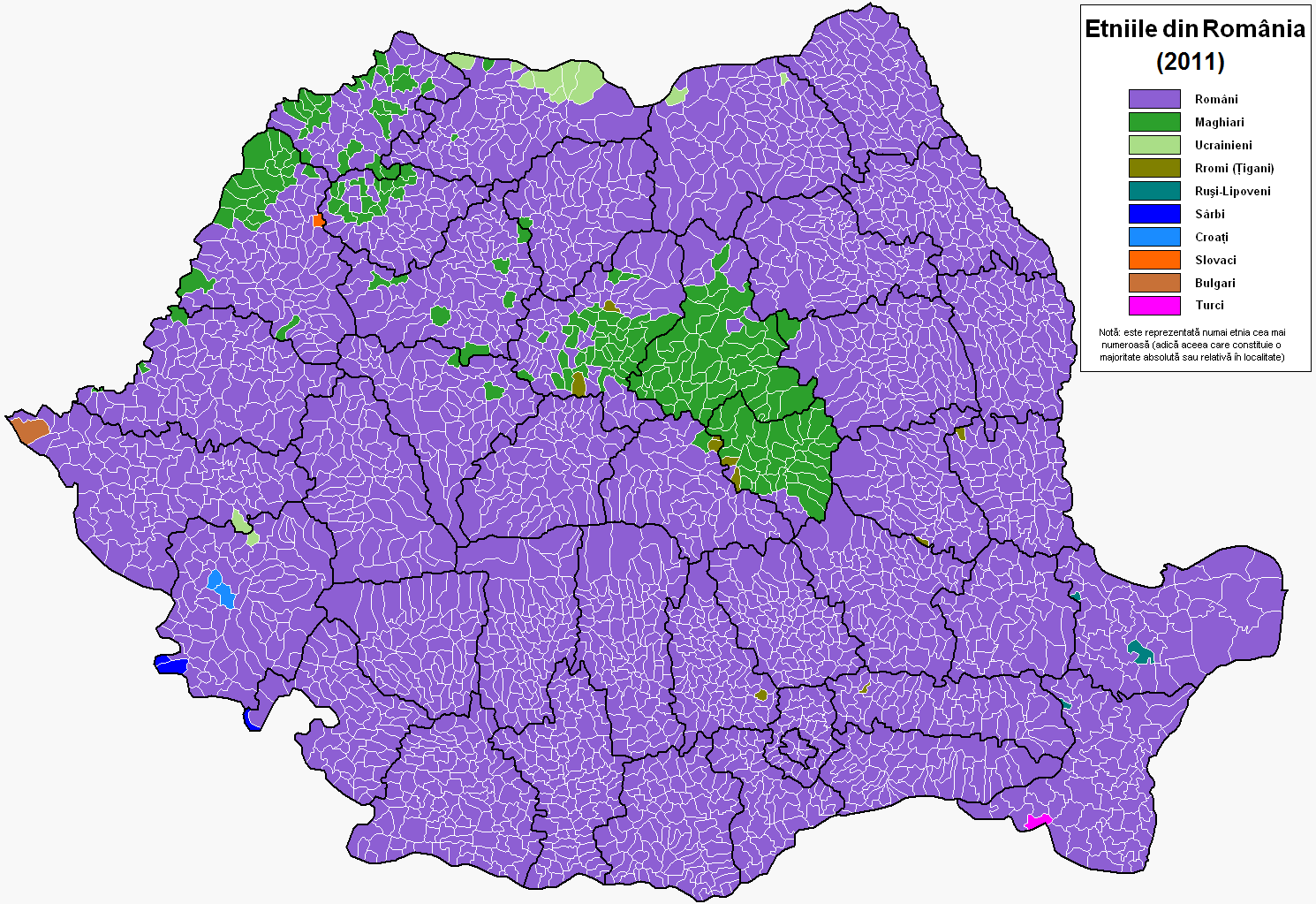
Венгерское меньшинство в Румынии

Северная Трансильвания (рум. Transilvania de Nord, венг. Északi Erdély) — историко-культурный румынский и венгерский регион в составе горной области Трансильвания, составляющей географический северо-запад современной республики Румыния.

## История

### После I Мировой войны

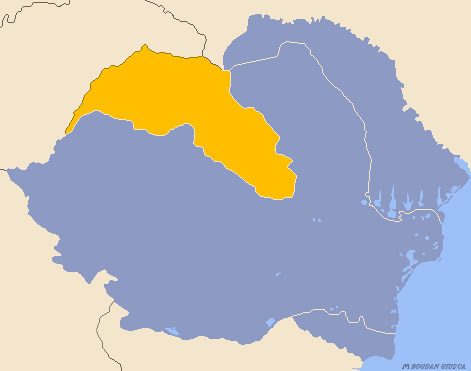
Карта Румынии 1939 года. Северная Трансильвания (Transilvania de Nord) обозначена жёлтым.

По окончании войны в период распада Австро-Венгрии Королевство Румыния 1 декабря 1918 года присоединило всю Трансильванию (тогда 54 % населения — румыны, 34 % — венгры, 12 % — немцы, евреи, цыгане, русины, сербы). Этот день в Румынии ныне именуется Днём Объединения Румынии. После подписания Трианонского договора, в котором документально закреплялись распад Австро-Венгрии и поражение Венгрии в Первой мировой войне, Трансильвания окончательно вошла в состав Румынии. Многие вековые венгерские владения — Транслейтания — были урезаны и переданы в состав других государств. Эти потери, вкупе с ростом недовольства венгерского меньшинства в Румынии в ходе новой политики румынизации послужили поводом к росту настроений ревизионизма и реваншизма в самой Венгрии, приведшие к развязыванию Второй мировой войны, в ходе которой Венгрия встала на сторону Германии. Но прогермански была настроена и элита самой Румынии, искавшая поддержку у Германии и желавшая таким образом удержать контроль над восточными областями, которые оспаривали СССР и Болгария. Гитлер пошёл на компромисс: Южная Трансильвания была оставлена Румынии, а взамен Северной Трансильвании, переданной Венгрии в 1940, Румынии были обещаны территориальные приращения на востоке (Украина). Румыния вынуждена была согласиться.

Этнический состав

### Северная Трансильвания в составе Венгрии
В сентябре 1940 года венгерские войска вступают в Северную Трансильванию и берут её под свой политико-административный контроль. Полного размежевания народов, которые успели за многие столетия привыкнуть к жизни в условиях институциональной сегрегации, добиться не удалось, однако румынское большинство всё же было подорвано и стало относительным. В вычлененной Северной Трансильвании (Хитчинс, 1994) по-прежнему оставалось от 1.150.000 до 1.300.000 румын, то есть 48-50 %, а около 500 тыс. венгров (включая такие группы как чангоши и секеи) осталось за её пределами (венгерские источники указывают максимум до 800.000, румынские — 363.000). Более 150.000 евреев региона погибли во время Холокоста. С обеих сторон границы ринулись беженцы (по 100 тыс. с каждой из сторон). Начались массовые погромы и антирумынские этнические чистки (Трезнинский погром, Ипский погром).

### Окончание II Мировой войны
12 сентября 1944 года СССР, Великобритания и США заключили перемирие с Румынией, в статье 19 заключённого договора говорилось: «Союзные Правительства считают решение Венского арбитража несуществующим и согласны на то, чтобы Трансильвания (вся или большая часть) была возвращена Румынии, что подлежит утверждению при мирном урегулировании». После подписания данного документа в Северной Трансильвании постепенно устанавливается румынская гражданская администрация, которая однако не разрешает этнические конфликты, и 12 ноября 1944 управление регионом переходит к советской военной администрации. 20 января 1945 г. Венгрия заключила перемирие с союзниками, пункт 19 которого гласил, что «решения Венского третейского суда от 2 ноября 1938 года и Венского арбитража от 30 августа 1940 года настоящим объявляются несуществующими». Фактическая передача управления Северной Трансильванией от советской к румынской администрации произошла в 1945 г. на следующий день после формирования 6 марта в Румынии прокоммунистического правительства во главе с Петру Грозой. Официальное обращение к СССР о восстановлении румынской администрации пришло только через два дня. Ситуация в регионе ещё оставалась напряжённой, хотя Народный венгерский союз и отказался от идеи независимости. Начальник VII Управления ГлавПУРККА М. И. Бурцев сообщал 23 мая Г. Димитрову о повсеместном мнении, что вопрос о Северной Трансильвании должен быть «пересмотрен со временем в пользу Венгрии». На одном из выступлений 23 июня 1945 года глава Компартии Венгрии Матьяш Ракоши оценил трансильванский вопрос как «очень болезненный», так как «Румыния была вассалом Гитлера, и всё-таки получила те территории, где живёт более 1 млн венгров». Понимая невозможность изменения только что принятых решений, он отмечал, что «мы пока этот вопрос не ставим. Мы говорим о будущем братстве этих мелких народов».

## Проблема венгерской автономии
В 1952—1968 годах в составе социалистической Румынии существовала Венгерская автономная область (с 1960 — Муреш-Венгерская), упразднённая правительством Николае Чаушеску.
С 1990-х годов венгры Северной Трансильвании борются за создание собственной автономии. В 2009 году провозглашена территориальная автономия венгров — Секейский край, не признанная властями Румынии. В настоящий момент идёт интенсивное формирование автономных структур при поддержке со стороны властей Венгрии.

## Демография
Перепись населения 1930 года:
| Общее население | румыны    | венгры  | немцы  | евреи   | другие |
| 2 395 153       | 1 176 433 | 911 556 | 68 694 | 138 885 | 99 585 |
| 100 %           | 49,11 %   | 38,05 % | 2,86 % | 5,79 %  | 4,15 % |